# Hinatuan Enchanted River
Der Hinatuan River oder Hinatuan Enchanted River ist ein aus einer unterirdischen Quelle gespeister kurzer Fluss in Mindanao auf den Philippinen. Er liegt in der Gemeinde Hinatuan im Süden der Provinz Surigao del Sur und mündet nach rund 1000 Metern über die Bucht von Hinatuan in den Pazifischen Ozean. Der Name Enchanted River, zu Deutsch etwa verwunschener Fluss, geht auf den Diplomaten Modesto Farolan und dessen Gedicht Rio Encantado zurück. Einheimischen zufolge stellen Engkanto den Namensursprung dar, mystische Feen und Nymphen, die dort leben sollen. Die auffallend tiefblaue Farbe im Quellbereich erhält das Gewässer durch die Lichtbrechung an kleinsten Partikeln im tiefen Wasser, der sogenannten Rayleigh-Streuung.

## Tourismus
Der Hinatuan Enchanted River stellt heute mit täglich rund 700, an Wochenenden gar bis zu 1000 Besuchern pro Tag eine der Hauptattraktionen für den Tourismus in Mindanao dar. Besuchern aus den weiter entfernt liegenden Städten wie etwa Davao City oder Butuan werden häufig Touren zum Hinatuan Enchanted River verbunden mit einem Besuch beim nur etwa 50 Kilometer entfernt liegenden Tinuy-an-Wasserfall angeboten. Aufgrund der Masse an Besuchern werden jüngst Stimmen laut, die Anzahl der täglichen Besucher zu begrenzen, um den Fluss und die dort vorkommende Artenvielfalt auch langfristig zu erhalten. Eine Studie der Tourismusbehörde DOT (Department of Tourism) ergab, dass die ökologisch verträgliche Kapazität bei knapp 150 täglichen Besuchern liegt. Der aus Surigao del Sur stammende Kongressabgeordnete Johnny Pimentel brachte 2016 zwei Anträge ins Parlament ein, sowohl den Hinatuan Enchanted River als auch den Tinuy-an-Wasserfall zu geschützten Gebieten unter dem NIPAS-Gesetz zu erklären, um sie vor zerstörerischer Ausbeutung zu schützen. Anfang 2017 war der Enchanted River von Januar bis März für Besucher gesperrt, um dem Ökosystem etwas Zeit zur Regenerierung zu gewähren, nachdem eine zuvor erstellte wissenschaftliche Bewertung kritische Ergebnisse lieferte. Von Besuchern, hierbei vor allem von Schwimmern verursachte Abbröckelungen des Kalkgesteins von den Seitenwänden verschütteten zusehends die unterirdische Quelle und der Wasserfluss nahm derart stark ab, dass Salzwasser vom Meer her eindringen konnte und das Ökosystem der Quelle zu zerstören drohte. Während der Schließung wurde das lose Gestein weitgehend entfernt und damit der ursprüngliche Zustand der Quelle wieder hergestellt. Seit der Wiedereröffnung ist das Schwimmen im Hauptbassin nicht mehr gestattet, sondern nur noch im daran angrenzenden Abflussbereich.

## Erforschung
Der Ursprung der Quelle ist noch nicht erforscht. Als erster begann der Taucher Alex Santos im Jahr 1999 mit der Erkundung des Hinatuan Enchanted River. Die erste größere Erforschung des unterirdischen Höhlensystems fand 11 Jahre später durch Dr. Alfonso Amores, Bernil Gastardo und Emgee Guillermo statt. Dabei wurde 2010 in 30 Metern Tiefe der Eingang zu einer Höhle entdeckt, deren Kammer und weiterführendes Höhlensystem bis zu einer Tiefe von 87 Metern bei weiteren Tauchgängen in den folgenden Jahren erkundet wurde. Am 7. Juni 2014 kam dabei der Taucher Alfonso Amores bei einem Tauchunfall im Enchanted River ums Leben.